# Deandre Ayton
Deandre Edoneille Ayton (Nassau, 23 de julio de 1998) es un baloncestista bahameño que pertenece a la plantilla de Los Angeles Lakers de la NBA. Con 2,13 metros de estatura, juega como pívot.

## Trayectoria deportiva

### Primeros años
Ayton nació en Bahamas, y no fue hasta los 12 años cuando se trasladó a la ciudad de San Diego, en California, donde se matriculó en el instituto Balboa City School, y en su primer año en el equipo promedió 21,1 puntos, 16 rebotes y 3,8 tapones por partido.
En su temporada júnior, en 2015, pidió ser transferido al Hillcrest Prep Academy de Phoenix, Arizona, para jugar los dos años que le restaban de instituto. En ese periodo de tiempo coincidió con otro de los jugadores más destacados del momento, Marvin Bagley III. En su primera temporada promedió 29,2 puntos, 16,7 rebotes y 3,8 tapones por partido. En su última temporada sus números fueron de 26 puntos, 15 rebotes y 3,5 tapones, siendo seleccionado para el McDonald's All-American Game de 2017.

### Universidad

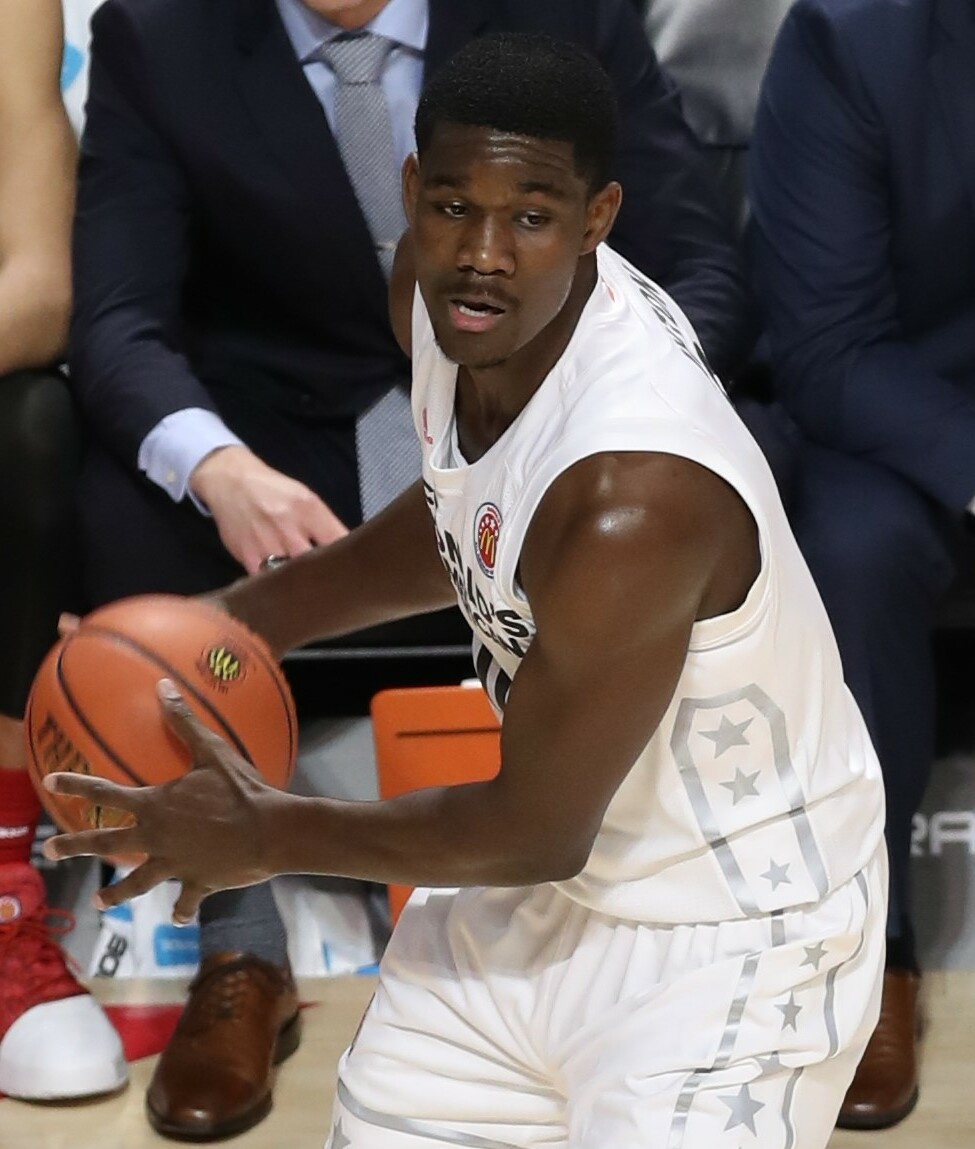
Ayton en el McDonald's All-American Game 2017.

Ayton fue considerado el mejor jugador de instituto del curso 2017 por los principales medios de comunicación especializados, Scout.com, Rivals.com y la ESPN. A la hora de elegir universidad, sus opciones las redujo finalmente a tres: Arizona, Kansas y Kentucky, eligiendo finalmente a los Arizona Wildcats. Jugó una temporada, en la que promedió 20,1 puntos, 11,6 rebotes y 1,9 tapones por partido. Fue elegido Jugador del Año de la Pac-12 Conference, ganador del Premio Karl Malone, e incluido en el primer equipo All-American consensuado.
El 23 de febrero de 2018, una escucha telefónica del FBI reveló que el entrenador en jefe de Arizona, Sean Miller, supuestamente habló con Christian Dawkins (una figura clave involucrada en el escándalo de corrupción del baloncesto masculino de la División I de la NCAA 2017-18) para discutir el pago de cien mil dólares a Ayton para permitirle ingresar a la universidad, con la situación económica siendo tratada directamente con él. Aunque Miller no dirigió al siguiente día al equipo en el partido contra Oregon, Ayton jugó como pívot titular, logrando 28 puntos, 18 rebotes y 4 tapones en la derrota de tiempo suplementario.
La conversación interceptada supuestamente ocurrió en 2016, cuando Ayton aún asistía a la Academia de preparación de Hillcrest. El 3 de marzo de 2018, después de su último partido regular en casa contra California, donde anotaría 26 puntos y un récord personal de 20 rebotes en una victoria 66-54, el entrenador en jefe Sean Miller honró a Ayton, así como a los estudiantes de tercer año. Rawle Alkins y Allonzo Trier, con confirmaciones de que todos entrarían en el Draft de la NBA de 2018 al final de esa temporada.  El 9 de marzo, Ayton registraría una marca personal de 32 puntos y 14 rebotes en un triunfo 78-67 en tiempo extra contra UCLA. Empató la marca más alta de su carrera por puntos al día siguiente, además de capturar 18 rebotes en el partido por el título del Campeonato Pac-12 contra la USC, donde los Wildcats ganaron 75-61. Ayton sería nombrado Jugador Más Destacado del Torneo Pac-12 durante el evento.
Para el emblemático torneo del March Madness su conjunto, Arizona, fue preseleccionado con el número cuatro de la región Sur. Sin embargo, cayeron sorpresivamente ante la Universidad de Búfalo (número 13) en primera ronda. En dicho encuentro, y pese a lograr un nuevo doble-doble con 14 puntos y 13 rebotes, Deandre no fue capaz de liderar a su equipo hacia la victoria y su universidad quedaría a las primeras de cambio fuera del Madness. Esto no impidió que se le siguiese considerando favorito para ser elegido número 1 del Draft de la NBA.

#### Estadísticas
| Año     | Equipo  | PJ | PT | MPP  | %TC  | %3P  | %TL  | RPP  | APP | ROB | TPP | PPP  |
| ------- | ------- | -- | -- | ---- | ---- | ---- | ---- | ---- | --- | --- | --- | ---- |
| 2017–18 | Arizona | 35 | 35 | 33.5 | .612 | .343 | .733 | 11.6 | 1.6 | .6  | 1.9 | 20.1 |

### Profesional

#### Phoenix Suns (2018-2023)
Fue elegido en la primera posición del Draft de la NBA de 2018 por los Phoenix Suns. En su primera temporada en el equipo acabó como uno de los jugadores más destacados, promediando 16,3 puntos y 10,3 rebotes por partido. Estos buenos números le permitieron entrar en el Mejor Quinteto Rookie y ser finalista al Rookie del Año.
Al inicio de su segunda temporada, el 24 de octubre de 2019, fue suspendido 25 encuentros tras dar positivo por un diurético, violando la política antidrogas de la NBA. Regresó el 17 de diciembre ante Los Angeles Clippers, anotando 18 puntos y capturando 12 rebotes. Tras varios encuentros, recuperó la titularidad el 16 de enero de 2020, ante New York Knicks, anotando 26 puntos y capturando 21 rebotes. Se convirtió en el primer jugador de los Suns desde Steve Nash en realizar un 20/20 (el primero desde Amar'e Stoudemire en términos de rebotes), y también el jugador más joven en conseguir 25+ puntos y 20+ rebotes en el Madison Square Garden. El 30 de enero se hizo pública su participación en el Rising Stars Challenge por parte del World Team; pero se lesionó el tobillo y fue reemplazado por Nicolò Melli.
En su tercera temporada, el 30 de enero de 2021 ante Houston Rockets, anotó 26 puntos, capturó 17 rebotes, y colocó 5 tapones. convirtiéndose en el primer jugador de los Suns, desde Shawn Marion en 2007, en conseguir estas estadísticas. Ya en playoffs, en el segundo encuentro de Semifinales de Conferencia ante Los Angeles Clippers, anotó 24 puntos incluyendo un alley oop en el último segundo del partido para dar la victoria a los Suns por 104–103, y poner el 2–0 en la serie. Luego fue el primer jugador que registra al menos 15 puntos y 15 rebotes en su debut en unas Finales de la NBA desde que lo hiciera Tim Duncan en 1999. Los 19 rebotes que terminó obteniendo colocan a Ayton a la altura de los más grandes, porque solo tres jugadores en la historia habían capturado más rechaces que él en su estreno en las Finales: Wilt Chamberlain (23, 1964), Larry Bird (21, 1981) y Bill Walton (19, 1971).
Durante su cuarta temporada en Phoenix, el 16 de enero de 2022, sufría un esguince de tobillo que lo mantendría fuera de competición varios encuentros. El 6 de marzo ante Milwaukee Bucks anota 30 puntos. El 23 de marzo ante Minnesota Timberwolves consigue su récord personal de anotación con 35 puntos, y además captura 14 rebotes.
El 14 de julio de 2022 recibe una oferta de Indiana Pacers para un contrato de 4 años y $133 millones, pero ese mismo día su equipo iguala la oferta, renovando con los Suns en esas mismas condiciones. Durante su quinta temporada en Phoenix, el 26 de noviembre de 2022 ante Utah Jazz, consigue un doble-doble de 29 puntos y 21 rebotes.

#### Portland Trail Blazers (2023-2025)
Tras cinco temporadas en Phoenix, el 27 de septiembre de 2023, es traspasado a Portland Trail Blazers en un intercambio entre tres equipos.
Tras dos temporadas en Portland, el 29 de junio de 2025, acuerda una rescisión de contrato con los Blazers, convirtiéndose en agente libre.

#### Los Angeles Lakers (2025-presente)
El 2 de julio de 2025 firma como agente libre con Los Angeles Lakers.

### Selección nacional
Ayton jugó con el equipo nacional de Bahamas en el Centrobasket de 2016, finalizando en séptimo lugar, y donde promedió 11,1 rebotes por encuentro.
Siete años después, en agosto de 2023, se une de nuevo al equipo nacional de Bahamas para el torneo preolímpico de 2024.

## Estadísticas de su carrera en la NBA

### Temporada regular
| Año     | Equipo   | PJ  | PT  | MPP  | %TC  | %3P  | %TL  | RPP  | APP | ROB | TPP | PPP  |
| ------- | -------- | --- | --- | ---- | ---- | ---- | ---- | ---- | --- | --- | --- | ---- |
| 2018-19 | Phoenix  | 71  | 70  | 30.7 | .585 | .000 | .746 | 10.3 | 1.8 | .9  | .9  | 16.3 |
| 2019-20 | Phoenix  | 38  | 32  | 32.5 | .546 | .331 | .753 | 11.5 | 1.9 | .7  | 1.5 | 18.2 |
| 2020-21 | Phoenix  | 69  | 69  | 30.7 | .626 | .200 | .769 | 10.5 | 1.4 | .6  | 1.2 | 14.4 |
| 2021-22 | Phoenix  | 58  | 58  | 29.5 | .634 | .368 | .746 | 10.2 | 1.4 | .7  | .7  | 17.2 |
| 2022-23 | Phoenix  | 67  | 67  | 30.4 | .589 | .292 | .760 | 10.0 | 1.7 | .6  | .8  | 18.0 |
| 2023-24 | Portland | 55  | 55  | 32.4 | .570 | .100 | .823 | 11.1 | 1.6 | 1.0 | .8  | 16.7 |
| 2024-25 | Portland | 40  | 40  | 30.2 | .566 | .188 | .667 | 10.2 | 1.6 | .8  | 1.0 | 14.4 |
| Total   | Total    | 398 | 391 | 30.8 | .590 | .230 | .755 | 10.5 | 1.6 | .7  | 1.0 | 16.4 |

### Playoffs
| Año   | Equipo  | PJ | PT | MPP  | %TC  | %3P  | %TL  | RPP  | APP | ROB | TPP | PPP  |
| ----- | ------- | -- | -- | ---- | ---- | ---- | ---- | ---- | --- | --- | --- | ---- |
| 2021  | Phoenix | 22 | 22 | 36.4 | .658 | —    | .736 | 11.8 | 1.1 | .8  | 1.1 | 15.8 |
| 2022  | Phoenix | 13 | 13 | 30.5 | .640 | .500 | .636 | 8.9  | 1.7 | .4  | .8  | 17.9 |
| 2023  | Phoenix | 10 | 10 | 31.9 | .550 | —    | .522 | 9.7  | 1.0 | .6  | .7  | 13.4 |
| Total | Total   | 45 | 45 | 33.7 | .629 | .500 | .661 | 10.5 | 1.3 | .6  | .9  | 15.9 |

## Vida personal
En marzo de 2021, nació su primer hijo, Deandre Ayton, Jr.